# 鶴山市
鶴山市（かくざんし）は中華人民共和国広東省江門市に位置する県級市。

## 地理
鶴山市は広東省南部、珠江デルタ地帯に位置する。

## 歴史
1731年（雍正9年）、清により鶴山県が設置された。1958年、高明県と合併し高鶴県とされたが、1981年12月7日に分割、1993年に県級市に改編され現在に至る。

## 行政区画
下部に1街道、9鎮を管轄する
- 街道
  - 沙坪街道
- 鎮
  - 竜口鎮、雅瑤鎮、古労鎮、桃源鎮、鶴城鎮、共和鎮、址山地、宅梧鎮、双合鎮

## 交通

### 鉄道
- 中国鉄路総公司
  - 南沙港鉄道
    - 江門北駅

### 道路
- 高速道路
  - 瀋海高速道路
  - 珠三角地区環状高速道路
  - 深岑高速道路
  - 広中江高速道路
  - 新台高速道路
- 国道
  - G325国道